# Justin Sottilare
Justin Sottilare (Columbia, ...) è un giocatore di football americano e allenatore di football americano statunitense, che gioca come quarterback per i Bamberg Bucks.
Dopo aver giocato nella squadra universitaria degli Wesley Wolverines passa ai tedeschi Franken Knights; si trasferisce quindi in Finlandia, dove gioca per Seinäjoki Crocodiles e Wasa Royals. Nel 2018 - dopo una parentesi agli spagnoli Valencia Firebats - torna in Germania agli Allgäu Comets  e in seguito gioca per gli Straubing Spiders e i Munich Cowboys. Nel 2024 firma con i Bamberg Bucks.